# Melchor Ocampo, Jalacingo
Melchor Ocampo är en ort i Mexiko.   Den ligger i kommunen Jalacingo och delstaten Veracruz, i den sydöstra delen av landet, 200 km öster om huvudstaden Mexico City. Melchor Ocampo ligger 1 688 meter över havet och antalet invånare är 1 079.
Terrängen runt Melchor Ocampo är bergig. Runt Melchor Ocampo är det ganska tätbefolkat, med 149 invånare per kvadratkilometer. Närmaste större samhälle är Teziutlan, 6,1 km väster om Melchor Ocampo. I omgivningarna runt Melchor Ocampo växer huvudsakligen savannskog.